# هاسمیک بوغوسیان
هاسمیک بوغوسیان (ارمنی: Հասմիկ Պողոսյան؛ زادهٔ ۲۲ مهٔ ۱۹۶۰) یک سیاستمدار اهل ارمنستان که از تاریخ مه ۲۰۰۶ تا تاریخ سپتامبر ۲۰۱۶ در دولت آندرانیک مارگاریان، دولت اول سرژ سارگسیان، دولت تیگران سارگسیان و دولت هوویک آبراهامیان سمت وزیر فرهنگ ارمنستان را برعهده داشت.

## زندگینامه
در ۲۲ مهٔ ۱۹۶۰ در ایروان به دنیا آمد و از دانشگاه دولتی ایروان فارغ التحصیل شد. وی همچنین برنده مدال موسس خورناتسی و نشان پوشکین شده است.